# Amtsgericht Selters
Das Amtsgericht Selters war ein Gericht der ordentlichen Gerichtsbarkeit in Selters.
Mit § 12 der Verordnung vom 22. Februar 1867 wurde nach der Annexion Nassaus durch Preußen die Trennung von Verwaltung und Justiz angeordnet. Diese war im Herzogtum Nassau nicht gegeben. Die Ämter waren sowohl Verwaltungsbezirke als auch Gerichte erster Instanz. In Selters bestand das Amt Selters. Mit Verordnungen vom 26. Juni 1867 und 21. August 1867 wurde die Justizfunktion den neu geschaffenen Amtsgerichten, darunter dem Amtsgericht Selters übertragen. Das Amtsgericht Selters war zunächst dem Kreisgericht Dillenburg nachgeordnet und verfügte über zwei Richterstellen.
Zum 1. Oktober 1879 traten die Änderungen des Gerichtsverfassungsgesetzes in Kraft. Das Amtsgericht Selters blieb bestehen, anstelle des aufgelösten Kreisgerichtes Dillenburg trat nun aber das Landgericht Neuwied. Sein Sprengel umfasste nun aus dem Unterwesterwaldkreis das Amt Selters ohne die Teile, die den Amtsgerichten Hachenburg und Höhr-Grenzhausen zugeordnet waren. Am Gericht bestand 1880 eine Richterstelle. Das Amtsgericht war damit ein kleines Amtsgericht im Landgerichtsbezirk.
Mit dem preußischen Gesetz vom 23. Juni 1933 wurde das Landgericht Neuwied aufgehoben. Das Amtsgericht Selters wurde dem Bezirk des Landgerichts Limburg zugeordnet. Da Selters nach 1945 Rheinland-Pfalz zugeordnet war und Limburg an der Lahn Hessen, wurde das Amtsgericht Selters dem Gerichtsbezirk des Landgerichtes Koblenz zugeordnet.
1966 wurde das Amtsgericht Selters aufgehoben und das Amtsgericht Montabaur übernahm seine Aufgaben.

## Richter
- Franz Eichhoff (Amtsgerichtsrat 1907 bis 1913)